# Shorea scrobiculata
Shorea scrobiculata är en tvåhjärtbladig växtart som beskrevs av William Burck. Shorea scrobiculata ingår i släktet Shorea och familjen Dipterocarpaceae. Inga underarter finns listade i Catalogue of Life.